# Бануа-Уху
 Бануа-Уху — вулкан, находится в районе островов Сангихе, в 45 километрах к югу от вулкана Аву.
Бануа-Уху — подводный вулкан на глубине 5 метров. Основание вулкана расположено на 400-метровой глубине. В течение XIX-XX веков возникали небольшие острова высотой до 90 метров над уровнем моря, но многие из них впоследствии исчезали в результате очередной активности вулкана. Извержения вулкана наблюдались с 1835 года, до настоящего времени вулкан давал о себе знать около десятка раз. Последнее значительное извержение произошло в 1919 году, в результате которого образовался остров 70 метров в длину и 12 метров в высоту, в 1935 году он ушёл под воду. В 1968 году в районе вулкана наблюдалось помутнение воды и ощущались подземные толчки. В 2009 году в 130 километрах к северо-востоку от вулкана произошло землетрясение магнитудой 7,2 бала.